# ザイリンクス
ザイリンクス (英: Xilinx, Inc.) は、FPGAを中心としたプログラマブルロジックデバイスを開発していたアメリカ合衆国カリフォルニア州の半導体製造企業である。2023年6月にAMDに吸収合併されて消滅した。
プログラマブルロジックデバイス、IP、開発環境を提供している。1984年に創立され、本社をカリフォルニア州サンノゼに構えていた。日本法人はザイリンクス株式会社。製造を社外ファウンドリに委託するファブレス半導体企業である。2022年にAMDの子会社となった。

## 主な製品

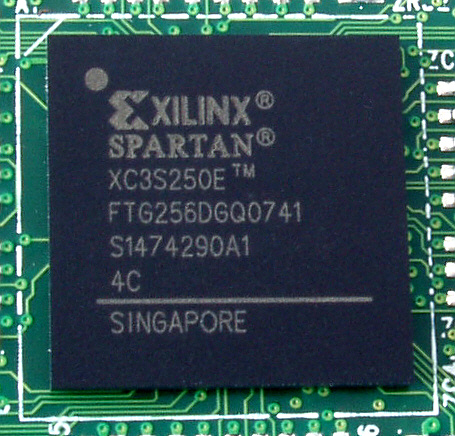
ザイリンクスのFPGAの一つであるSpartanシリーズ

### プログラマブルロジックデバイス

#### FPGA
- Virtexシリーズ - 高性能型
  - Virtex UltraScale+ (TSMC 16nm)
  - Virtex UltraScale (TSMC 20nm)
  - Virtex-7 (TSMC 28nm)
  - Virtex-6
  - Virtex-5
  - Virtex-4
  - Virtex-II
  - Virtex (初代)
- Kintexシリーズ
  - Kintex UltraScale (20 nm)
  - Kintex-7 (28 nm)
- Artixシリーズ
  - Artix-7
- Spartanシリーズ - 低価格型
  - Spartan-7
  - Spartan-6
  - Spartan-3
    - Extended Spartan-3A
    - Spartan-3AN
    - Spartan-3A DSP

  - Spartan-II
  - Spartan (初代)
- Zynqシリーズ
  - Zynq UltraScale+ RFSoC
  - Zynq UltraScale+ MPSoC
  - Zynq-7000 - ARM Cortex-A9 搭載
- XCシリーズ - すでに廃盤
  - XC2000
  - XC3000
  - XC3100
  - XC4000
  - XC5200
  - XC6200 初めてのパーシャルリコンフィグFPGA

#### CPLD
- CoolRunnerシリーズ
- XC9500シリーズ

### 開発環境
同社 FPGA/CPLD の回路設計を行う開発環境として、Vivado HLx, SDSoC, SDAccel, ISE を提供している。すべてのデバイスに対応した有償版ISE Design Suiteと、デバイスに制限のある無償版ISE WebPackがある。2018年4月9日に、最新リリースとなるVivado HLx 2018.1をリリースした。

### IPコア
2007年11月にソフトプロセッサであるMicroBlaze v7を提供した。MMU (Memory Management Unit) を搭載可能で、Linux を正式にサポートしている。その他、PicoBlaze を始めとして様々なIPコアを提供している。

## 歴史
- 1984年: 創業
- 2003年
  - 4月15日: Spartan-3を発表[5]
- 2004年 
  - 6月8日: Virtex-4を発表[6]
- 2006年 
  - 5月15日: Virtex-5を発表[7]
- 2009年 
  - 2月2日: シリーズ(Virtex-6, Spartan-6)を発表[8]
- 2010年
  - 6月21日: 7シリーズ(Virtex-7, Kintex-7, Artix-7)を発表[9][10][11]
- 2018年
  - 3月19日: APAC（適応型演算アクセラレーション プラットフォーム）を発表[12]
- 2020年
  - 10月27日: 半導体大手AMDに買収されることに合意した[13]
- 2022年2月14日: AMDによる買収が完了した[14][15]